# Mirage (film, 2019)
 (octobre 2019).
Pour plus de détails, voir Fiche technique et Distribution.
Mirage est un drame / thriller français réalisé par Christophe Beaucourt, sorti en 2019. Il sort d'abord en DVD aux États-Unis avant une sortie limitée dans le cinéma Saint-André-des-Arts à Paris fin 2019. Le film a été sélectionné en 2020 au festival A l'Est à Rouen dans la section Fokus Cinema Punk

## Synopsis
Quelque part dans une mégapole indéterminée, Charlie est un photographe aux abois, il est en train de perdre la vue. Atteint d'une maladie oculaire dégénérative qui provoque des hallucinations, il doit trouver l'argent nécessaire pour se faire opérer. Son ami Tony s'est ruiné en essayant de faire soigner Margot, sa femme, condamnée par une maladie orpheline. Elle souffre et devant l'inéluctable, elle souhaite mourir. Si Tony récupère l'assurance-vie de Margot, il pourra payer l'opération de Charlie. Pour cela, ce dernier doit simuler un cambriolage qui tourne mal au cours duquel Margot sera assassinée.

## Fiche technique
- Réalisation, scénario, photographie, son et montage : Christophe Beaucourt
- Compositeur : Josh Hudes
- Production : Christophe Beaucourt
- Société de production : Kindred 4925
- Société de distribution : Summerhill Entertainment (États-Unis, vidéo)
- Pays d'origine :  France
- Langues originales : français, anglais, italien, espagnol, russe
- Format : couleur et noir et blanc
- Genre : drame, thriller
- Durée : 90 minutes
- Budget : 5 000 €[réf. nécessaire]
- Dates de sortie[1] :
  -  États-Unis : 16 juillet 2019 (directement en vidéo)
  -  États-Unis : 20 janvier 2021 (vod)
  -  France : 25 décembre 2019 (sortie limitée au cinéma Saint-André-des-Arts à Paris)
  -  France  : 2 octobre 2020 (vod)

## Distribution
- Charles Sereis : Charles Bonnet
- Jérémie Haïk : Tony
- Taga Addams : la Balafrée
- Plex : Philippe Lebel
- Timur Demir : Sam
- Sean Magyar : Frank
- Jano Holster : Jano
- Yann Diologent : le Clown
- Romy Milelli : Elena
- Bertrand Quoniam : Ophtalmologiste
- Loic Djani : Matt
- Louise Tchalikian : la Michetonneuse
- Jeff Barre : le Conducteur
- Stéphane Montagné : Margot

## Production
Le film a été produit avec 5 000 euros qui permettent essentiellement de financer la nourriture lors du tournage. Les acteurs sont non professionnels pour la plupart. Quelques-uns d'entre eux ainsi que les membres de l'équipe technique, sont issus de la scène punk parisienne. Le tournage s'est déroulé pour beaucoup en région parisienne. Quelques scènes ont été tournées aux Pays-Bas et en Belgique.
La bande originale inclut des morceaux de groupes punks français (Holy Hoster, King Phantom, Louis Lingg & the Bombs, Outreau, the Panty Party, Spermicide, Warum Joe) ainsi qu'un morceau de Sonic Death, groupe punk de Saint-Petersbourg.
La maladie oculaire du protagoniste principal est une maladie dégénérative des nerfs optiques connue sous le nom de Syndrome de Charles Bonnet.